# Gabriele Uelsberg

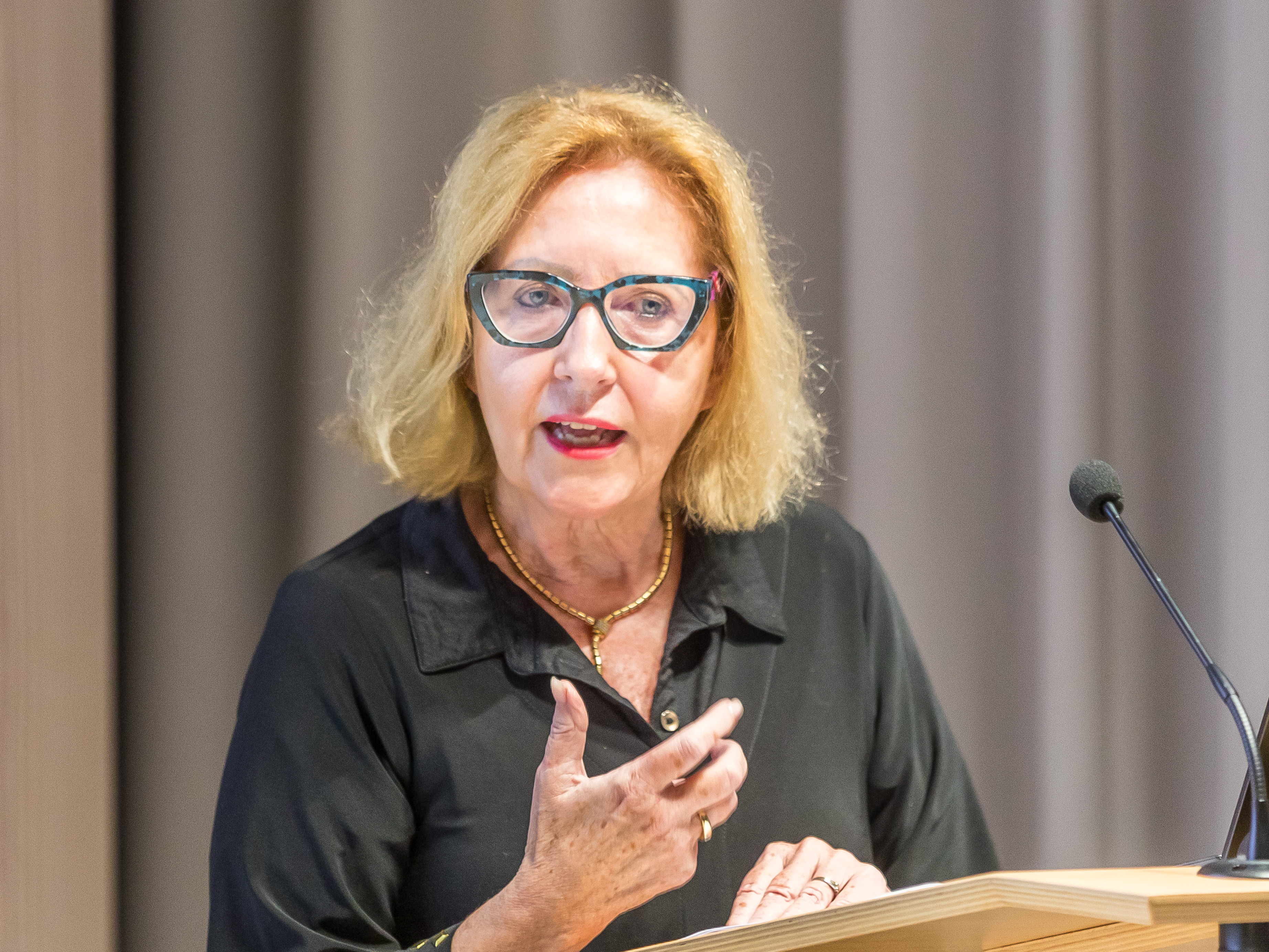
Gabriele Uelsberg (2024)

Gabriele Uelsberg (* 1. Januar 1955 in Bonn) ist eine deutsche Kunsthistorikerin und war von 2004 bis 2020 Direktorin des Rheinischen Landesmuseums Bonn.

## Leben
Uelsberg studierte Kunstgeschichte, Klassische Archäologie und Ur- und Frühgeschichte, von 1973 bis 1975 an der Universität Bonn und von 1975 bis 1980 an der Universität Bochum. Nach ihrem Magisterabschluss 1980 über „Op Art“ bei Max Imdahl
wurde sie 1983 bei diesem mit einer Dissertation über Willem de Kooning promoviert. Ihre beruflichen Stationen führten sie 1987/1988 vom Aufbaustab der Stiftung Haus der Geschichte der Bundesrepublik Deutschland in Bonn nach Aachen als Kustodin der Sammlung Ludwig und stellvertretende Direktorin des Ludwig Forums für Internationale Kunst und 1994 nach Mülheim an der Ruhr als Leiterin der Städtischen Museen. 2004 wurde sie Direktorin des Rheinischen Landesmuseums Bonn, als LVR-LandesMuseum ein Museum des Landschaftsverbands Rheinland. 2005/2006 leitete sie ein Jahr lang gleichzeitig kommissarisch das Max-Ernst-Museum in Brühl zur Einrichtung des Hauses bis zur Eröffnung des Museums.
Sie engagierte sich in Beiräten und Kuratorien, unter anderen des Ludwig Museum Budapest, der Alanus Hochschule für Kunst und Gesellschaft, der Kunstsammlung K 20/21 des Landes Nordrhein-Westfalen, der Stiftung Ziegler und der Stiftung Hann Trier.
Von 2008 bis 2013 war Uelsberg Hochschulrätin der Universität Bonn, von 2010 bis 2019 Mitglied im Vorstand des Deutschen Museumsbunds. 2013 wurde sie Vorsitzende des Kuratoriums der Alanus-Hochschule in Alfter, 2014 Vorsitzende der Bürgerstiftung für verfolgte Künste in Solingen.
Im Februar 2020 berief das Kuratorium der Stiftung Haus der Geschichte Nordrhein-Westfalen in Düsseldorf unter Vorsitz des Landtagspräsidenten André Kuper, MdL, Uelsberg in das Präsidium der neuen Museumsstiftung. Gemeinsam mit dem Vorsitzenden des Präsidiums, Hans Walter Hütter, Präsident a. D. der Stiftung Haus der Geschichte der Bundesrepublik Deutschland, und dem Direktor des Ruhr Museums, Heinrich Theodor Grütter, wird sie dieses Amt bis Ende 2024 ehrenamtlich ausüben.[veraltet]